# 秩序変数
秩序変数（ちつじょへんすう、英: order parameter）または秩序パラメータ、オーダーパラメータとは、相が持つ秩序を表すマクロな変数のことである。
例えば結晶では、原子の並び方にある一定の秩序がある。結晶の向きが異なる平衡状態は、エネルギー{\displaystyle U}、体積{\displaystyle V}、物質量{\displaystyle N}などの値が同じでも、圧縮率などの方向依存性により区別でき、マクロに見て異なる状態になる。つまり異方性がある物質では、マクロな平衡状態を指定するには{\displaystyle U,V,N}だけでは変数が足りない。
そこで熱力学の変数の組の中に、この秩序の様子を表すようなマクロ変数の組を加えておけば、結晶の向きの異なる平衡状態を区別する熱力学を構成することができる
。
相転移現象は、秩序変数の値の変化で特徴付けることができる。秩序変数は温度や圧力などの外的な変数の関数として振る舞い、例えば、温度による相転移の場合には、転移温度以下の低温相（対称性の破れた相、あるいは秩序相）において、有限の値を持ち、高温相（対称性を持つ相、あるいは無秩序相）においてゼロとなる。転移温度において、秩序変数が不連続に変化する相転移が一次相転移、連続的に変化する相転移が二次相転移である。

## 秩序変数の例

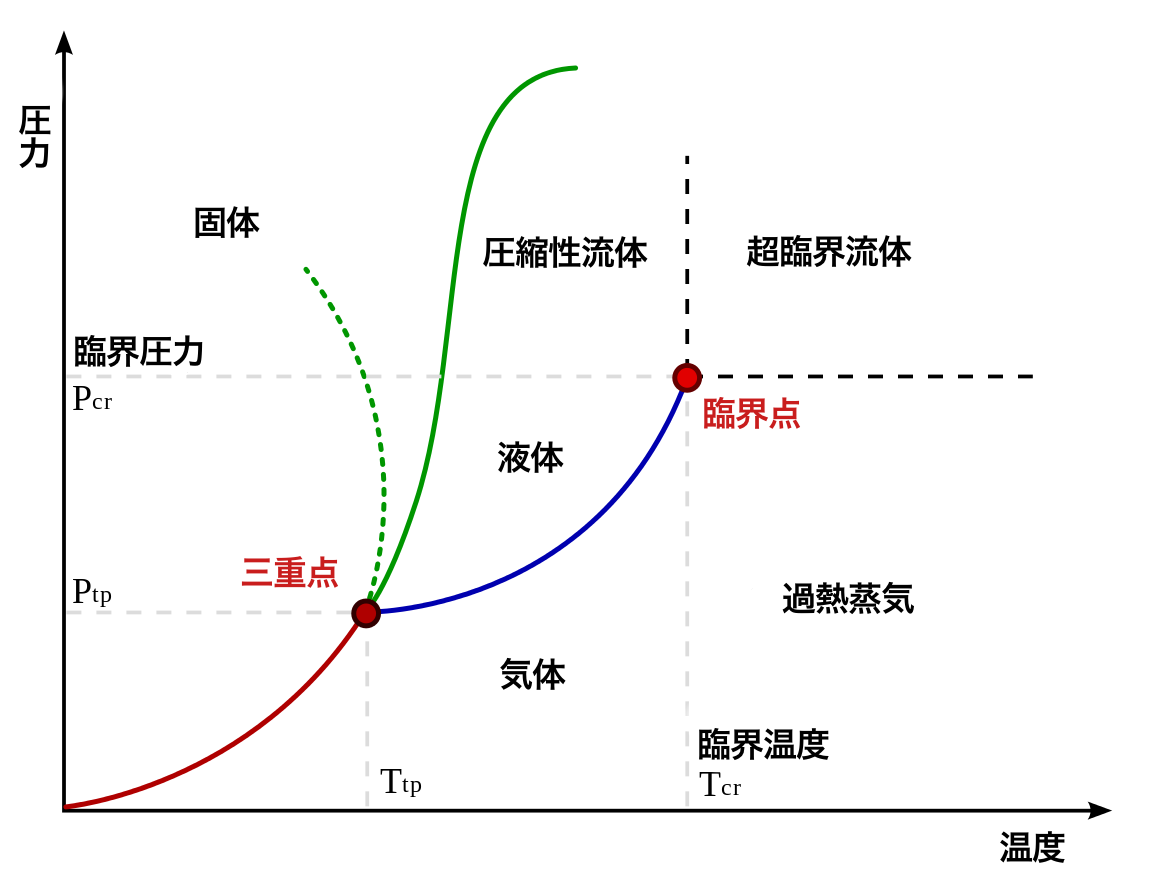
気体・液体・固体の相図の例。

### 気体・液体・固体相転移
物質の状態は温度や圧力によって変化し、固体・液体・気体などの相を持つ。このような異なる相の間を温度や圧力などの外的なパラメータによって移る現象が相転移であり、異なる相を区別する指標となる量が秩序変数である。

#### 気体・液体相転移
気体・液体相転移における秩序変数は密度である。例えば、臨界点近傍では、気体と液体の密度差{\displaystyle \rho =\rho _{\mathrm {G} }-\rho _{\mathrm {L} }}を秩序変数として選べば、臨界点より高温高圧の共存相（超臨界流体）では気体と液体の密度は等しくなり、秩序変数はゼロとなる。一方、臨界温度・臨界圧力より低温・低圧相においては気体と液体の間に密度差が生じるので、秩序変数は有限の値を持つ。

#### 液体・固体相転移
気体や液体とは異なり、固体は結晶構造を持つので、液体・固体相転移、あるいは気体・固体相転移において用いられる秩序変数として、結晶の構造を特徴付けるものを用いることができる。例えば、系の粒子の密度分布の波数についてのフーリエ変換
{\displaystyle {\begin{aligned}\rho _{\mathbf {k} }&={\frac {1}{N}}\left\langle \int d\mathbf {r} \exp(-i\mathbf {k} \cdot \mathbf {r} )\rho (\mathbf {r} )\right\rangle \\&={\frac {1}{N}}\left\langle \int d\mathbf {r} \exp(-i\mathbf {k} \cdot \mathbf {r} )\sum _{i=1}^{N}\delta (\mathbf {r} -\mathbf {r} _{i})\right\rangle \\&={\frac {1}{N}}\left\langle \sum _{i=1}^{N}\exp(-i\mathbf {k} \cdot \mathbf {r} _{i})\right\rangle \end{aligned}}}
は秩序変数である。ここでは、全部でN個の粒子があるとし、{\displaystyle \rho (\mathbf {r} )}は位置{\displaystyle \mathbf {r} }における粒子の密度分布で、これは位置{\displaystyle \mathbf {r} _{i}}に存在しているi番目の粒子に対応するデルタ関数の総和として表され、{\displaystyle \mathbf {k} }は波数、{\displaystyle \langle ~\rangle }は熱平均である。このときの波数は、逆格子ベクトルを用いて表され、結晶構造を持たない液体相では逆格子ベクトルが存在せず、秩序変数がゼロとなるが、結晶構造を持ち逆格子ベクトルが最低でも一つ以上存在すれば、秩序変数が有限の固体相となる。

### 磁気相転移
磁性体の相転移（磁気相転移、例えば強磁性と常磁性の相転移）における秩序変数は、磁化である。磁化は巨視的な物理量だが、磁性体の内部に存在する微視的な電子のスピンから導かれる。スピンは固有の磁気モーメントを持ち、磁化は系全体の磁気モーメントを足し合わせたものとして定義され、
{\displaystyle {\boldsymbol {m}}={\frac {1}{N}}\sum _{i=1}^{N}\mu _{0}\,{\boldsymbol {\sigma }}_{i}}
と表される。ここで、スピンの数は全部で{\displaystyle N}個あるとし、{\displaystyle \mu _{0}}はスピンの磁気モーメントの大きさ、{\displaystyle {\boldsymbol {\sigma }}_{i}}は{\displaystyle i}番目のスピンベクトルである。
磁性体においては、スピン同士の相互作用により近くにあるスピンを同じ向きに揃えた方がエネルギーが低くなり安定となる。これにより、系が十分に低温であれば、外部磁場をかけずとも、自発磁化が自然と発生する。低温相においては、各スピンが一様な方向に揃うことで系は秩序を保ち、決まった方向を向いたスピンベクトルを足し上げることで系全体の磁化は一定の値となる。一方、転移温度以上の高温相においては、スピンの向きは熱運動でバラバラになり秩序は失われ、スピンベクトルは互いに相殺し合うので、磁化の値はゼロとなる。
また、秩序変数の値は転移温度近傍でゼロに近くなっているため、ヘルムホルツの自由エネルギーを磁化のべきで展開することで、自由エネルギーが極小値をとるときの秩序変数の値を決定し、相の状態を判別できる。これが1937年にレフ・ランダウによって提唱されたランダウ理論である。

### 超伝導相転移

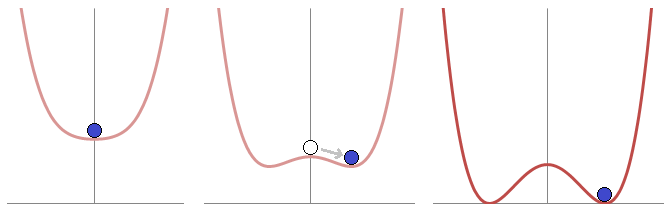
対称性の破れの模式図。横軸は秩序変数、縦軸は自由エネルギーを表す。自由エネルギーFが極小値をとるときの秩序変数Ψがゼロであるとき、秩序変数のとりうる値は1点（Ψ＝0）に固定されるので系は対称性を満たしており（左図）、最低エネルギー状態がゼロからずれて秩序変数が有限の値をとるとき、系の対称性は破れている（右図）。

#### ギンツブルグ＝ランダウ理論
超伝導相転移を巨視的に記述するギンツブルグ＝ランダウ理論（GL理論）において、秩序変数は巨視的波動関数と呼ばれる。これは、超伝導体全体が巨視的な量子状態として振る舞い、ただ一つの波動関数で記述できることに基づいている。巨視的波動関数は低温相で有限の値を持ち、高温相ではゼロとなる。
秩序変数の値は転移温度近傍でゼロに近くなっているため、GL理論では、ヘルムホルツの自由エネルギーを巨視的波動関数のべきで展開することで、自由エネルギーが極小値をとるときの秩序変数の値を決定し、相の状態を判別できる。

#### BCS理論
超伝導相転移を微視的に（量子力学的な電子から）記述する理論はBCS理論である。この理論の秩序変数はクーパー対（全運動量・全スピンがゼロとなる電子対によるボース＝アインシュタイン凝縮）の消滅演算子をBCS波動関数で挟んだ期待値である。さらに、この期待値に比例するエネルギーギャップも秩序変数として扱うことができ、
{\displaystyle \Delta _{\mathbf {k} }=-\sum _{\mathbf {k} ^{\prime }}V_{\mathbf {k} \mathbf {k} ^{\prime }}\left\langle \phi _{\rm {BCS}}|c_{\mathbf {k} ^{\prime }\uparrow }c_{-\mathbf {k} ^{\prime }\downarrow }|\phi _{\rm {BCS}}\right\rangle }
と表される。ここで、{\displaystyle V_{\mathbf {k} \mathbf {k} ^{\prime }}}は運動量{\displaystyle \mathbf {k} }と{\displaystyle \mathbf {k} ^{\prime }}を持つ電子間に働く相互作用を決定する係数、{\displaystyle c_{\mathbf {k} ^{\prime }\uparrow },\,c_{-\mathbf {k} ^{\prime }\downarrow }}は運動量{\displaystyle \mathbf {k} ^{\prime },\,-\mathbf {k} ^{\prime }}と上向き・下向きスピンを持つ電子の消滅演算子である。BCS波動関数は
{\displaystyle \left|\phi _{\rm {BCS}}\right\rangle =\prod _{\mathbf {k} ^{\prime }}(u_{\mathbf {k} ^{\prime }}+v_{\mathbf {k} ^{\prime }}c_{-\mathbf {k} ^{\prime }\downarrow }^{\dagger }c_{\mathbf {k} ^{\prime }\uparrow }^{\dagger })\left|0\right\rangle }
と定義される。ここで、括弧の中の第1項はクーパー対で占有されていない真空状態、第2項はクーパー対で占有された状態を表し、{\displaystyle u_{\mathbf {k} ^{\prime }}}と{\displaystyle v_{\mathbf {k} ^{\prime }}}は、規格化条件{\displaystyle u_{\mathbf {k} ^{\prime }}^{2}+v_{\mathbf {k} ^{\prime }}^{2}=1}を満たす係数である。
低温相では秩序変数が有限の値を持ち、ギャップが開いて超伝導状態が実現する。一方、転移温度以上の高温相では秩序変数がゼロとなり、ギャップは消失して超伝導は壊れる。

### 超流動相転移
超流動が実現する最も代表的な系はヘリウム4のボース＝アインシュタイン凝縮（BE凝縮）である。このときの秩序変数は、BE凝縮の存在を示唆するような量でなければならない。例えば、最低エネルギー状態を占有するボース粒子の数
{\displaystyle N_{0}=\langle \psi ^{\dagger }\psi \rangle =\langle N|\psi ^{\dagger }|N-1\rangle \langle N-1|\psi |N\rangle }
は秩序変数である。ここで、{\displaystyle \psi ^{\dagger }}はボース粒子の生成演算子、{\displaystyle \psi }はボース粒子の消滅演算子である。さらに、この式から、ボース粒子の消滅演算子を{\displaystyle N}粒子の基底状態と{\displaystyle N-1}粒子の基底状態で挟んだ行列要素
{\displaystyle \Psi =\langle N-1|\psi |N\rangle }
を秩序変数として選ぶこともできる。このような秩序変数はグロス＝ピタエフスキー方程式に従う。

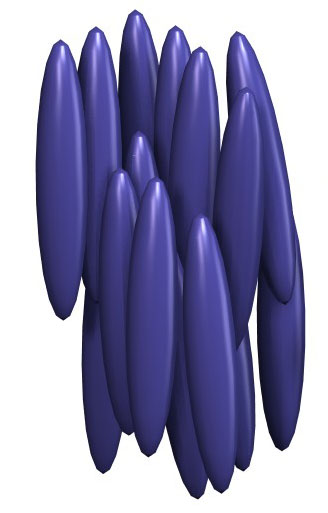
ネマティック液晶において配向した液晶分子。

### 液晶相転移
液晶の一種であるネマティック液晶においては、温度を変化させることで、ネマティック相と等方相の相転移が起こる。このときの秩序変数は、配向秩序度と呼ばれ、
{\displaystyle S=\langle P_{2}(\cos \theta )\rangle ={\frac {1}{2}}\left(3\langle \cos ^{2}\theta \rangle -1\right)}
と表される。ここで、P2は2次のルジャンドル多項式、θは配向主軸（系内の液晶分子の長軸が向く平均的な配向）とのなす角、{\displaystyle \langle ~\rangle }は個々の分子の平均値である。系が十分低温で、分子の並びが揃う完全配向であるとき、{\displaystyle \langle \cos ^{2}\theta \rangle =1}となり、秩序変数は1となる。一方、転移温度以上の等方相においては、分子の配向は完全にランダムになり、{\displaystyle \langle \cos ^{2}\theta \rangle =1/3}により、秩序変数はゼロとなる。

### クォーク・ハドロン相転移
陽子や中性子のようなハドロンは、クォークやグルーオンのような素粒子から構成されるが、低温・低密度相においてはクォークの閉じ込めの機構によって、クォークやグルーオンを独立に取り出すことができなくなっている。しかし、温度や密度（化学ポテンシャル）を上げていき、転移温度・転移密度を超えると、クォークグルーオンプラズマのようなクォークとグルーオンが独立な粒子として振る舞う相へと相転移する。このような相転移は、異なる2種類の秩序変数を設定することにより、カイラル相転移と閉じ込め相転移に大別される。
カイラル相転移における秩序変数は、クォークと反クォークの演算子積の真空期待値であるカイラル凝縮である。低温・低密度相においてはクォークと反クォークが真空中に凝縮することで秩序変数は有限の値を持ち、カイラル対称性が破れている。一方、高温相や高密度相においては、クォークと反クォークの凝縮は起こらず秩序変数はゼロとなり、カイラル対称性は回復する。
有限温度系の閉じ込め相転移における秩序変数は、ポリャコフ・ループの真空期待値である。ポリャコフ・ループを秩序変数とする場合、低温相では秩序変数がゼロとなるが、高温相では秩序変数は有限の値をとる。

### 電弱相転移
電磁相互作用を媒介するゲージ粒子である光子は質量を持たないが、弱い相互作用を媒介するウィークボソンは約80-90GeVという非常に大きな質量を持つ。このように、低温相においては電弱対称性の自発的破れが起きている。電磁相互作用と弱い相互作用を統一するワインバーグ＝サラム理論においては、ウィークボソンの質量生成はヒッグス機構によって記述される。しかし、温度を上げていき、ある転移温度を超えると、ウィークボソンの質量がゼロとなる相へと転移する。このときの秩序変数はヒッグス場の真空期待値である。低温相においては、ヒッグス粒子が真空中に凝縮することで秩序変数は有限の値を持ち、ウィークボソンも質量を持つ。一方、高温相においては、ヒッグス粒子は凝縮せずに秩序変数はゼロとなるため、これに伴いウィークボソンの質量もゼロとなり、電弱対称性が回復する。